# Piet Kruiver
Piet Kruiver (* 5. Januar 1938 in Koog aan de Zaan, Provinz Nordholland; † 18. März 1989 in Amsterdam) war ein niederländischer Fußballspieler. 

## Karriere
Kruivers Karriere begann bei der PSV Eindhoven, bevor er zum italienischen Verein Vicenza Calcio wechselte. Seine größten Erfolge konnte er mit Feyenoord Rotterdam feiern, als er mit dem Club 1965 das Double holte und in der folgenden Saison zusammen mit Willy van der Kuijlen Torschützenkönig der niederländischen Eredivisie wurde. 
In den Jahren 1957 bis 1965 spielte Kruiver insgesamt 22-mal für die niederländische Fußballnationalmannschaft und erzielte dabei 12 Tore.

## Erfolge
- Niederländischer Meister (mit Feyenoord Rotterdam): 1964/65
- Niederländischer Pokalsieger (mit Feyenoord Rotterdam): 1964/65
- Torschützenkönig:
  - 1965/66: 23 Tore (zusammen mit Willy van der Kuijlen)